# هوارد شور
هوارد ليزلي شور (بالإنكليزية Howard Leslie Shore) (مواليد 18 أكتوبر 1946) حائز على جوائز الأكاديمية للفنون السينمائية (الأوسكار) لأفضل موسيقى تصويرية، الغولدن غلوب والغرامي. هو فنان موسيقي تصويرية كندي واختصاصي أوركسترا و«محاكي موسيقي» conductor. اشتهر كونه مؤلف نوتات الموسيقى التصويرية لأفلام من قبيل اللعبة من بطولة مايكل دوغلاس العام 1997 وثلاثية سيد الخواتم للأعوام (2001، 2002، 2003)، صمت الحملان من بطولة أنتوني هوبكنز 1991. كما أنه مؤلف نوتات الموسيقى التصويرية معظم أفلام المخرج الكندي ديفد كروننبرغ. كما أنه مؤلف لأعمال أوبرالية مثل أوبرا «الذبابة» The Fly في 2008، الذي استوحي من فيلم كرونبرغ الذبابة عام 1986.
و من المقرر أن يقوم هاوارد شور بتأليف موسيقى فيلم الهوبيت المقرر إصدار أول أجزائه في دور العرض نهاية 2012

## حياته وعمله
ولد لأسرة يهودية في تورنتو كندا، ودرس الموسيقى في كلية بيركلي للموسيقى في بوسطن. وهو متزوج من إليزابيث كوتنوار ولديه ابنة واحدة.
شور قدم الموسيقى التصويرية لعدد من الأفلام الشهيرة في هوليوود مثل صمت الحملان، مسز دوتفاير، فيلادلفيا، إد وود، سبعة، دوغمة، غرفة الذعر، المغادرون، الطيار والأخير منحه جائزة الغولدن غلوب. منذ فيلم الرعب الكندي «الاستيلاد» The Brood في 1979 تعاون بشكل وثيق مع المخرج الكندي ديفيد كورينبرغ كاتبا نوتات الموسيقى التصويرية لمعظم أفلامه عدا فيلم المنطقة الميتة في 1983 من عمل الملحن مايكل كامن. نوتاته الموسيقية لفيلم «ذا نيكد لنش» Naked Lunch شهدت تعاونه مع فنان موسيقى الجاز والمسرح الطليعي الشهير أورنيت كولمان الذي أبدى اعجابه بعمل شور.

## أفلام حملت موسيقاه
- Scanners 1981
- Videodrome 1983
- After Hours 1985
- The Fly 1986
- Big 1988
- Dead Ringers 1988
- Naked Lunch 1991
- The Silence of the Lambs 1991
- Mrs. Doubtfire 1993
- Philadelphia 1993
- The Client 1994
- Ed Wood 1994
- Nobody's Fool 1994
- Moonlight and Valentino 1995
- Se7en 1995
- Crash 1996
- That Thing You Do! 1996
- The Game 1997
- Cop Land 1997
- Dogma 1999
- Analyze This 1999
- High Fidelity 2000
- The Cell 2000
- The Score 2001
- The Lord of the Rings: The Fellowship of the Ring 2001
- Gangs of New York 2002
- Panic Room 2002
- Spider 2002
- The Lord of the Rings: The Two Towers 2002
- The Lord of the Rings: The Return of the King 2003
- The Aviator 2004
- A History of Violence 2005
- The Departed 2006
- Soul of the Ultimate Nation (MMORPG) 2007
- The Last Mimzy 2007
- Eastern Promises 2007
- Hugo 2011

## وصلات خارجية
- الموقع الرسمي
- هوارد شور على موقع IMDb (الإنجليزية)
- هوارد شور على موقع الموسوعة البريطانية (الإنجليزية)
- هوارد شور على موقع ألو سيني (الفرنسية)
- هوارد شور على موقع ميوزك برينز (الإنجليزية)
- هوارد شور على موقع تيرنر كلاسيك موفيز (الإنجليزية)
- هوارد شور على موقع أول موفي (الإنجليزية)
- هوارد شور على موقع بوكس أوفيس موجو (الإنجليزية)
- هوارد شور على موقع قاعدة بيانات برودواي على الإنترنت (الإنجليزية)
- هوارد شور على موقع قاعدة بيانات الأفلام السويدية (السويدية)
- هوارد شور على موقع أول ميوزيك (الإنجليزية)
- Howard Shore Interview at Tracksounds